# Volta a Castela e Leão de 2019
A 34.ª edição da Volta a Castela e Leão foi uma carreira de ciclismo de estrada por etapas que se celebrou entre a 25 e a 27 de abril de 2019 com início na cidade de Belorado e final na cidade de Villafranca del Bierzo em Espanha. O percurso constou de um total de 3 etapas sobre uma distância total de 503,1 km.
A carreira fez parte do circuito UCI Europe Tour de 2019 dentro da categoria 2.1. O vencedor final foi o italiano Davide Cimolai da Israel Cycling Academy seguido do canadiano Guillaume Boivin, também da ICA, e o francês Jérôme Cousin da Total Direct Énergie.

## Equipas participantes
Tomaram a partida um total de 18 equipas, dos quais 1 é de categoria UCI WorldTeam, 8 Profissional Continental e 9 Continental, quem conformaram um pelotão de 120 ciclistas dos quais terminaram 84. As equipas participantes foram:
| Equipe WorldTeam- Movistar Team Equipes profissionais Continentais (8)- Israel Cycling Academy - Caja Rural-Seguros RGA - Burgos-BH - Euskadi Basque Country-Murias - Manzana Postobón - Delko-Marseille Provence - W52-FC Porto - Total Direct Énergie Equipes Continentais (9)- Fundación Euskadi - Kometa - Matrix Powertag - Efapel - Sporting-Tavira - Miranda-Mortágua - Ludofoods Louletano Aviludo - Vito-Feirense-BlackJack - Lokosphinx |
| |

## Etapas
| Etapa | Data    | Percurso                      | type            | Distância (km) | Vencedor       | Líder geral    |
| ----- | ------- | ----------------------------- | --------------- | -------------- | -------------- | -------------- |
| 1     | 25 abr. | Belorado – Castrojeriz        | média montanha  | 181            | Davide Cimolai | Davide Cimolai |
| 2     | 26 abr. | Frómista – Villada            | etapa escarpada | 170,3          | Davide Cimolai | Davide Cimolai |
| 3     | 27 abr. | Leão – Villafranca del Bierzo | média montanha  | 151,8          | Enrique Sanz   | Davide Cimolai |

## Desenvolvimento da carreira

### 1.ª etapa
| Belorado - Castrojeriz | média montanha | (181 km) |

| \| Classificação por etapas \| Classificação por etapas \| Classificação por etapas \| Classificação por etapas \| Classificação por etapas \| \| Ciclista \| Ciclista \| Equipe \| Tempo \| \| \| ------------------------ \| ------------------------ \| ----------------------------- \| ------------------------ \| ------------------------ \| \| 1. \| Davide Cimolai \| Israel Cycling Academy \| 5h00m08s \| \| \| 2. \| Enrique Sanz \| Euskadi Basque Country-Murias \| + 0s \| \| \| 3. \| Jérôme Cousin \| Total Direct Énergie \| + 0s \| \| \| 4. \| Jonathan Lastra \| Caja Rural-Seguros RGA \| + 0s \| \| \| 5. \| Carlos Barbero \| Movistar Team \| + 0s \| \| \| 6. \| Nelson Oliveira \| Movistar Team \| + 1s \| \| \| 7. \| Héctor Benito Sáez \| Euskadi Basque Country-Murias \| + 1s \| \| \| 8. \| Guillaume Boivin \| Israel Cycling Academy \| + 1s \| \| \| 9. \| Eduard Prades \| Movistar Team \| + 4s \| \| \| 10. \| Daniele Bennati \| Movistar Team \| + 4s \| \| |                    |                               |          |
| |                    |                               |          |
| Fonte: ProCyclingStats |                    |                               |          |
| Classificação por etapas |                    |                               |          |
| Ciclista | Ciclista           | Equipe                        | Tempo    |
| 1. | Davide Cimolai     | Israel Cycling Academy        | 5h00m08s |
| 2. | Enrique Sanz       | Euskadi Basque Country-Murias | + 0s     |
| 3. | Jérôme Cousin      | Total Direct Énergie          | + 0s     |
| 4. | Jonathan Lastra    | Caja Rural-Seguros RGA        | + 0s     |
| 5. | Carlos Barbero     | Movistar Team                 | + 0s     |
| 6. | Nelson Oliveira    | Movistar Team                 | + 1s     |
| 7. | Héctor Benito Sáez | Euskadi Basque Country-Murias | + 1s     |
| 8. | Guillaume Boivin   | Israel Cycling Academy        | + 1s     |
| 9. | Eduard Prades      | Movistar Team                 | + 4s     |
| 10. | Daniele Bennati    | Movistar Team                 | + 4s     |

| \| Classificação geral \| Classificação geral \| Classificação geral \| Classificação geral \| Classificação geral \| \| Ciclista \| Ciclista \| Equipe \| Tempo \| \| \| ------------------- \| ------------------- \| ----------------------------- \| ------------------- \| ------------------- \| \| 1. \| Davide Cimolai \| Israel Cycling Academy \| 4h59m58s \| \| \| 2. \| Enrique Sanz \| Euskadi Basque Country-Murias \| + 4s \| \| \| 3. \| Jérôme Cousin \| Total Direct Énergie \| + 6s \| \| \| 4. \| Jonathan Lastra \| Caja Rural-Seguros RGA \| + 10s \| \| \| 5. \| Nelson Oliveira \| Movistar Team \| + 11s \| \| \| 6. \| Héctor Benito Sáez \| Euskadi Basque Country-Murias \| + 11s \| \| \| 7. \| Guillaume Boivin \| Israel Cycling Academy \| + 11s \| \| \| 8. \| Daniele Bennati \| Movistar Team \| + 12s \| \| \| 9. \| Eduard Prades \| Movistar Team \| + 13s \| \| \| 10. \| Carlos Barbero \| Movistar Team \| + 37s \| \| |                    |                               |          |
| |                    |                               |          |
| Fonte: ProCyclingStats |                    |                               |          |
| Classificação geral |                    |                               |          |
| Ciclista | Ciclista           | Equipe                        | Tempo    |
| 1. | Davide Cimolai     | Israel Cycling Academy        | 4h59m58s |
| 2. | Enrique Sanz       | Euskadi Basque Country-Murias | + 4s     |
| 3. | Jérôme Cousin      | Total Direct Énergie          | + 6s     |
| 4. | Jonathan Lastra    | Caja Rural-Seguros RGA        | + 10s    |
| 5. | Nelson Oliveira    | Movistar Team                 | + 11s    |
| 6. | Héctor Benito Sáez | Euskadi Basque Country-Murias | + 11s    |
| 7. | Guillaume Boivin   | Israel Cycling Academy        | + 11s    |
| 8. | Daniele Bennati    | Movistar Team                 | + 12s    |
| 9. | Eduard Prades      | Movistar Team                 | + 13s    |
| 10. | Carlos Barbero     | Movistar Team                 | + 37s    |

### 2.ª etapa
| Frómista - Villada | etapa escarpada | (170,3 km) |

| \| Classificação por etapas \| Classificação por etapas \| Classificação por etapas \| Classificação por etapas \| Classificação por etapas \| \| Ciclista \| Ciclista \| Equipe \| Tempo \| \| \| ------------------------ \| ------------------------ \| ----------------------------- \| ------------------------ \| ------------------------ \| \| 1. \| Davide Cimolai \| Israel Cycling Academy \| 4h08m13s \| \| \| 2. \| Daniele Bennati \| Movistar Team \| + 0s \| \| \| 3. \| Guillaume Boivin \| Israel Cycling Academy \| + 0s \| \| \| 4. \| Stefano Oldani \| Kometa \| + 0s \| \| \| 5. \| Nelson Oliveira \| Movistar Team \| + 0s \| \| \| 6. \| Diego Rubio \| Burgos-BH \| + 0s \| \| \| 7. \| Héctor Benito Sáez \| Euskadi Basque Country-Murias \| + 0s \| \| \| 8. \| Jonathan Lastra \| Caja Rural-Seguros RGA \| + 0s \| \| \| 9. \| Mihkel Räim \| Israel Cycling Academy \| + 25s \| \| \| 10. \| Jordan Parra \| Manzana Postobón \| + 37s \| \| |                    |                               |          |
| |                    |                               |          |
| Fonte: ProCyclingStats |                    |                               |          |
| Classificação por etapas |                    |                               |          |
| Ciclista | Ciclista           | Equipe                        | Tempo    |
| 1. | Davide Cimolai     | Israel Cycling Academy        | 4h08m13s |
| 2. | Daniele Bennati    | Movistar Team                 | + 0s     |
| 3. | Guillaume Boivin   | Israel Cycling Academy        | + 0s     |
| 4. | Stefano Oldani     | Kometa                        | + 0s     |
| 5. | Nelson Oliveira    | Movistar Team                 | + 0s     |
| 6. | Diego Rubio        | Burgos-BH                     | + 0s     |
| 7. | Héctor Benito Sáez | Euskadi Basque Country-Murias | + 0s     |
| 8. | Jonathan Lastra    | Caja Rural-Seguros RGA        | + 0s     |
| 9. | Mihkel Räim        | Israel Cycling Academy        | + 25s    |
| 10. | Jordan Parra       | Manzana Postobón              | + 37s    |

| \| Classificação geral \| Classificação geral \| Classificação geral \| Classificação geral \| Classificação geral \| \| Ciclista \| Ciclista \| Equipe \| Tempo \| \| \| ------------------- \| ------------------- \| ----------------------------- \| ------------------- \| ------------------- \| \| 1. \| Davide Cimolai \| Israel Cycling Academy \| 9h08m01s \| \| \| 2. \| Guillaume Boivin \| Israel Cycling Academy \| + 15s \| \| \| 3. \| Jérôme Cousin \| Total Direct Énergie \| + 16s \| \| \| 4. \| Daniele Bennati \| Movistar Team \| + 18s \| \| \| 5. \| Jonathan Lastra \| Caja Rural-Seguros RGA \| + 20s \| \| \| 6. \| Nelson Oliveira \| Movistar Team \| + 21s \| \| \| 7. \| Héctor Benito Sáez \| Euskadi Basque Country-Murias \| + 21s \| \| \| 8. \| Enrique Sanz \| Euskadi Basque Country-Murias \| + 1m08s \| \| \| 9. \| Carlos Barbero \| Movistar Team \| + 1m11s \| \| \| 10. \| Eduard Prades \| Movistar Team \| + 1m17s \| \| |                    |                               |          |
| |                    |                               |          |
| Fonte: ProCyclingStats |                    |                               |          |
| Classificação geral |                    |                               |          |
| Ciclista | Ciclista           | Equipe                        | Tempo    |
| 1. | Davide Cimolai     | Israel Cycling Academy        | 9h08m01s |
| 2. | Guillaume Boivin   | Israel Cycling Academy        | + 15s    |
| 3. | Jérôme Cousin      | Total Direct Énergie          | + 16s    |
| 4. | Daniele Bennati    | Movistar Team                 | + 18s    |
| 5. | Jonathan Lastra    | Caja Rural-Seguros RGA        | + 20s    |
| 6. | Nelson Oliveira    | Movistar Team                 | + 21s    |
| 7. | Héctor Benito Sáez | Euskadi Basque Country-Murias | + 21s    |
| 8. | Enrique Sanz       | Euskadi Basque Country-Murias | + 1m08s  |
| 9. | Carlos Barbero     | Movistar Team                 | + 1m11s  |
| 10. | Eduard Prades      | Movistar Team                 | + 1m17s  |

### 3.ª etapa
| Leão - Villafranca del Bierzo | média montanha | (151,8 km) |

| \| Classificação por etapas \| Classificação por etapas \| Classificação por etapas \| Classificação por etapas \| Classificação por etapas \| \| Ciclista \| Ciclista \| Equipe \| Tempo \| \| \| ------------------------ \| ------------------------ \| ----------------------------- \| ------------------------ \| ------------------------ \| \| 1. \| Enrique Sanz \| Euskadi Basque Country-Murias \| 3h54m17s \| \| \| 2. \| João Matias \| Vito-Feirense-Pnb \| + 0s \| \| \| 3. \| Jordan Parra \| Manzana Postobón \| + 0s \| \| \| 4. \| Jon Aberasturi \| Caja Rural-Seguros RGA \| + 0s \| \| \| 5. \| Stefano Oldani \| Kometa \| + 0s \| \| \| 6. \| Óscar Pelegrí \| Vito-Feirense-Pnb \| + 0s \| \| \| 7. \| Jesús Ezquerra \| Burgos-BH \| + 0s \| \| \| 8. \| Davide Cimolai \| Israel Cycling Academy \| + 0s \| \| \| 9. \| Nelson Oliveira \| Movistar Team \| + 0s \| \| \| 10. \| Mario González Salas \| Euskadi Basque Country-Murias \| + 0s \| \| |                      |                               |          |
| |                      |                               |          |
| Fonte: ProCyclingStats |                      |                               |          |
| Classificação por etapas |                      |                               |          |
| Ciclista | Ciclista             | Equipe                        | Tempo    |
| 1. | Enrique Sanz         | Euskadi Basque Country-Murias | 3h54m17s |
| 2. | João Matias          | Vito-Feirense-Pnb             | + 0s     |
| 3. | Jordan Parra         | Manzana Postobón              | + 0s     |
| 4. | Jon Aberasturi       | Caja Rural-Seguros RGA        | + 0s     |
| 5. | Stefano Oldani       | Kometa                        | + 0s     |
| 6. | Óscar Pelegrí        | Vito-Feirense-Pnb             | + 0s     |
| 7. | Jesús Ezquerra       | Burgos-BH                     | + 0s     |
| 8. | Davide Cimolai       | Israel Cycling Academy        | + 0s     |
| 9. | Nelson Oliveira      | Movistar Team                 | + 0s     |
| 10. | Mario González Salas | Euskadi Basque Country-Murias | + 0s     |

## Classificações finais
- As classificações finalizaram da seguinte forma:[1]

### Classificação geral
| \| Classificação geral \| Classificação geral \| Classificação geral \| Classificação geral \| Classificação geral \| \| Ciclista \| Ciclista \| Equipe \| Tempo \| \| \| ------------------- \| ------------------- \| ----------------------------- \| ------------------- \| ------------------- \| \| 1. \| Davide Cimolai \| Israel Cycling Academy \| 13h02m18s \| \| \| 2. \| Guillaume Boivin \| Israel Cycling Academy \| + 15s \| \| \| 3. \| Jérôme Cousin \| Total Direct Énergie \| + 16s \| \| \| 4. \| Daniele Bennati \| Movistar Team \| + 17s \| \| \| 5. \| Jonathan Lastra \| Caja Rural-Seguros RGA \| + 20s \| \| \| 6. \| Nelson Oliveira \| Movistar Team \| + 21s \| \| \| 7. \| Héctor Benito Sáez \| Euskadi Basque Country-Murias \| + 21s \| \| \| 8. \| Enrique Sanz \| Euskadi Basque Country-Murias \| + 56s \| \| \| 9. \| Carlos Barbero \| Movistar Team \| + 1m11s \| \| \| 10. \| Eduard Prades \| Movistar Team \| + 1m17s \| \| |                    |                               |           |
| |                    |                               |           |
| Fonte: ProCyclingStats |                    |                               |           |
| Classificação geral |                    |                               |           |
| Ciclista | Ciclista           | Equipe                        | Tempo     |
| 1. | Davide Cimolai     | Israel Cycling Academy        | 13h02m18s |
| 2. | Guillaume Boivin   | Israel Cycling Academy        | + 15s     |
| 3. | Jérôme Cousin      | Total Direct Énergie          | + 16s     |
| 4. | Daniele Bennati    | Movistar Team                 | + 17s     |
| 5. | Jonathan Lastra    | Caja Rural-Seguros RGA        | + 20s     |
| 6. | Nelson Oliveira    | Movistar Team                 | + 21s     |
| 7. | Héctor Benito Sáez | Euskadi Basque Country-Murias | + 21s     |
| 8. | Enrique Sanz       | Euskadi Basque Country-Murias | + 56s     |
| 9. | Carlos Barbero     | Movistar Team                 | + 1m11s   |
| 10. | Eduard Prades      | Movistar Team                 | + 1m17s   |

### Classificação por pontos
| Classificação por pontos | Classificação por pontos | Classificação por pontos      | Classificação por pontos | Classificação por pontos |
| Ciclista                 | Ciclista                 | Equipe                        | Pontos                   |                          |
| ------------------------ | ------------------------ | ----------------------------- | ------------------------ | ------------------------ |
| 1.                       | Davide Cimolai           | Israel Cycling Academy        | 58 pts                   |                          |
| 2.                       | Enrique Sanz             | Euskadi Basque Country-Murias | 45 pts                   |                          |
| 3.                       | Nelson Oliveira          | Movistar Team                 | 27 pts                   |                          |
| 4.                       | Stefano Oldani           | Kometa                        | 27 pts                   |                          |
| 5.                       | Jordan Parra             | Manzana Postobón              | 25 pts                   |                          |
| 6.                       | João Matias              | Vito-Feirense-Pnb             | 24 pts                   |                          |
| 7.                       | Guillaume Boivin         | Israel Cycling Academy        | 22 pts                   |                          |
| 8.                       | Daniele Bennati          | Movistar Team                 | 22 pts                   |                          |
| 9.                       | Jonathan Lastra          | Caja Rural-Seguros RGA        | 21 pts                   |                          |
| 10.                      | Héctor Benito Sáez       | Euskadi Basque Country-Murias | 17 pts                   |                          |

### Classificação da montanha
| Classificação da montanha | Classificação da montanha | Classificação da montanha     | Classificação da montanha | Classificação da montanha |
| Ciclista                  | Ciclista                  | Equipe                        | Pontos                    |                           |
| ------------------------- | ------------------------- | ----------------------------- | ------------------------- | ------------------------- |
| 1.                        | Bruno Silva               | Efapel                        | 14 pts                    |                           |
| 2.                        | Jaume Sureda              | Burgos-BH                     | 14 pts                    |                           |
| 3.                        | Álvaro Trueba             | Sporting-Tavira               | 10 pts                    |                           |
| 4.                        | Rafael Silva              | Efapel                        | 6 pts                     |                           |
| 5.                        | Francisco Mancebo         | Matrix Powertag               | 6 pts                     |                           |
| 6.                        | Omar Mendoza              | Manzana Postobón              | 5 pts                     |                           |
| 7.                        | Antonio Angulo            | Efapel                        | 4 pts                     |                           |
| 8.                        | Ángel Madrazo             | Burgos-BH                     | 4 pts                     |                           |
| 9.                        | Mario González Salas      | Euskadi Basque Country-Murias | 3 pts                     |                           |
| 10.                       | Nelson Oliveira           | Movistar Team                 | 2 pts                     |                           |

### Classificação das metas volantes
| Classificação por velocidade | Classificação por velocidade | Classificação por velocidade  | Classificação por velocidade | Classificação por velocidade |
| Ciclista                     | Ciclista                     | Equipe                        | Pontos                       |                              |
| ---------------------------- | ---------------------------- | ----------------------------- | ---------------------------- | ---------------------------- |
| 1.                           | Guillaume Boivin             | Israel Cycling Academy        | 6 pts                        |                              |
| 2.                           | Carlos Barbero               | Movistar Team                 | 3 pts                        |                              |
| 3.                           | Antonio Angulo               | Efapel                        | 3 pts                        |                              |
| 4.                           | Jaume Sureda                 | Burgos-BH                     | 3 pts                        |                              |
| 5.                           | Jon Aberasturi               | Caja Rural-Seguros RGA        | 3 pts                        |                              |
| 6.                           | Daniele Bennati              | Movistar Team                 | 3 pts                        |                              |
| 7.                           | Jesús Ezquerra               | Burgos-BH                     | 3 pts                        |                              |
| 8.                           | Enrique Sanz                 | Euskadi Basque Country-Murias | 2 pts                        |                              |
| 9.                           | Álvaro Trueba                | Sporting-Tavira               | 2 pts                        |                              |
| 10.                          | Marcos Jurado                | Efapel                        | 2 pts                        |                              |

### Classificação por equipas
| Classificação por equipes | Classificação por equipes     | Classificação por equipes | Classificação por equipes |
| Equipe                    | Equipe                        | Tempo                     |                           |
| ------------------------- | ----------------------------- | ------------------------- | ------------------------- |
| 1.                        | Movistar Team                 | 39h08m53s                 |                           |
| 2.                        | Israel Cycling Academy        | + 42s                     |                           |
| 3.                        | Euskadi Basque Country-Murias | + 1m48s                   |                           |
| 4.                        | Kometa                        | + 4m34s                   |                           |
| 5.                        | Burgos-BH                     | + 4m59s                   |                           |
| 6.                        | Delko-Marseille Provence      | + 5m36s                   |                           |
| 7.                        | Vito-Feirense-BlackJack       | + 7m23s                   |                           |
| 8.                        | Manzana Postobón              | + 9m22s                   |                           |
| 9.                        | Sporting-Tavira               | + 10m24s                  |                           |
| 10.                       | Total Direct Énergie          | + 11m41s                  |                           |

## Evolução das classificações
| Etapa                 | Vencedor              | Classificação geral | Classificação por pontos | Classificação da montanha | Classificação das metas volantes | Classificação por equipas |
| --------------------- | --------------------- | ------------------- | ------------------------ | ------------------------- | -------------------------------- | ------------------------- |
| 1.ª                   | Davide Cimolai        | Davide Cimolai      | Davide Cimolai           | Bruno Silva               | Carlos Barbero                   | Movistar                  |
| 2.ª                   | Davide Cimolai        | Davide Cimolai      | Davide Cimolai           | Bruno Silva               | Guillaume Boivin                 | Movistar                  |
| 3.ª                   | Enrique Sanz          | Davide Cimolai      | Davide Cimolai           | Bruno Silva               | Guillaume Boivin                 | Movistar                  |
| Classificações finais | Classificações finais | Davide Cimolai      | Davide Cimolai           | Bruno Silva               | Guillaume Boivin                 | Movistar                  |

## UCI World Ranking
A Volta a Castela e Leão outorgou pontos para o UCI World Ranking para corredores das equipas nas categorias UCI WorldTeam, Profissional Continental e Equipas Continentais. As seguintes tabelas mostram o barómetro de pontuação e os 10 corredores que obtiveram mais pontos:
| Posição             | 1.º | 2.º | 3.º | 4.º | 5.º | 6.º | 7.º | 8.º | 9.º | 10.º | 11.º | 12.º | 13.º-15.º | 16.º-25.º |
| Classificação geral | 125 | 85  | 70  | 60  | 50  | 40  | 35  | 30  | 25  | 20   | 15   | 10   | 5         | 3         |
| Por etapa           | 14  | 5   | 3   |     |     |     |     |     |     |      |      |      |           |           |
| Líder               | 3   |     |     |     |     |     |     |     |     |      |      |      |           |           |

| Classificação |                  |                               |       |       |       |       |
| Posição       | Ciclista         | Equipa                        | Geral | Etapa | Líder | Total |
| ------------- | ---------------- | ----------------------------- | ----- | ----- | ----- | ----- |
| 1.º           | Davide Cimolai   | Israel Cycling Academy        | 125   | 28    | 6     | 159   |
| 2.º           | Guillaume Boivin | Israel Cycling Academy        | 85    | -     | -     | 85    |
| 3.º           | Jérôme Cousin    | Total Direct Énergie          | 70    | 3     | -     | 73    |
| 4.º           | Daniele Bennati  | Movistar                      | 60    | 3     | -     | 63    |
| 5.º           | Jonathan Lastra  | Caja Rural-Seguros RGA        | 50    | -     | -     | 50    |
| 6.º           | Enrique Sanz     | Euskadi Basque Country-Murias | 30    | 19    | -     | 49    |
| 7.º           | Nélson Oliveira  | Movistar                      | 40    | -     | -     | 40    |
| 8.º           | Héctor Sáez      | Euskadi Basque Country-Murias | 35    | -     | -     | 35    |
| 9.º           | Carlos Barbero   | Movistar                      | 25    | -     | -     | 25    |
| 10.º          | Eduard Prades    | Movistar                      | 20    | -     | -     | 20    |